# Jenny Gilruth

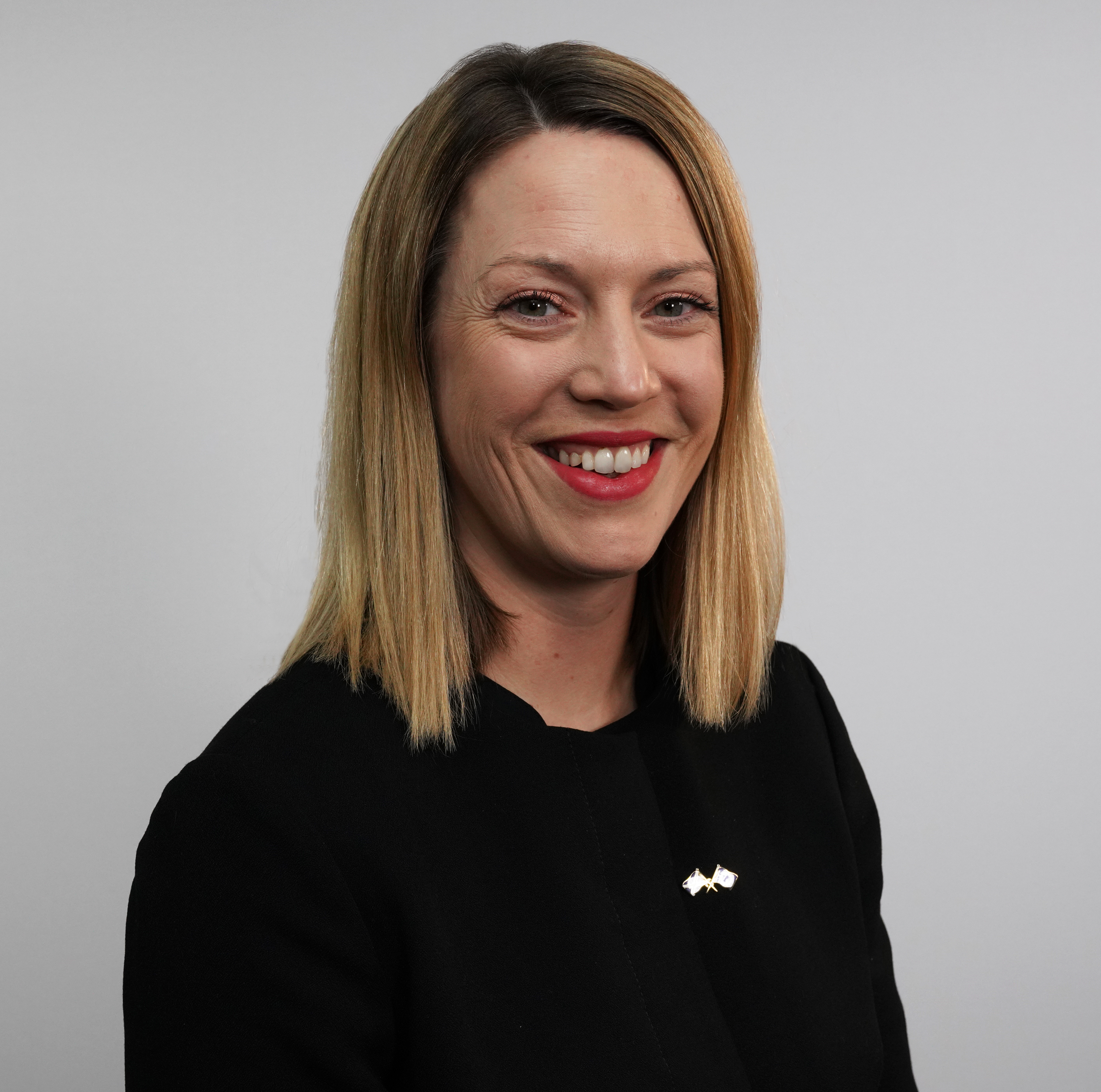
Jenny Gilruth (2020)

Jenny Gilruth (* 1984 oder 1985) ist eine schottische Politikerin. Sie ist Mitglied der Scottish National Party und ist seit 2016 für den Wahlkreis Mid Fife and Glenrothes Abgeordnete im Schottischen Parlament.

## Leben
Jenny Gilruth wuchs zuerst in der Nähe von Banff in Aberdeenshire auf, bevor sie gemeinsam mit ihrer Familie nach Fife zog. Dort besuchte sie das Madras College in St Andrews und wuchs in Ceres auf. Danach besuchte sie die University of Glasgow. Das Studium beendete sie mit einem Abschluss in Soziologie und Politik ab. Zudem studierte sie an der University of Strathclyde, wo sie ein Aufbaustudium im sekundärer Bildungsbereich absolvierte.
Bevor Jenny Gilruth Abgeordnete des schottisches Parlaments wurde, arbeitete sie unter anderem in Dunfermline als Lehrerin an der örtlichen High School. Zudem arbeitete sie bei Education Scotland als National Qualifications Development Officer und an der Royal High School in Edinburgh war sie als Lehrerin für Modern Studies tätig.
Seit 2017 ist Jenny Gilruth mit der schottischen Politikerin Kezia Dugdale, welche sich 2019 aus der Politik zurückzog, zusammen. Zum Zeitpunkt des Bekanntwerdens der Beziehung war Kezia Dugdale die Vorsitzende der Scottish Labour Party.

## Politische Karriere

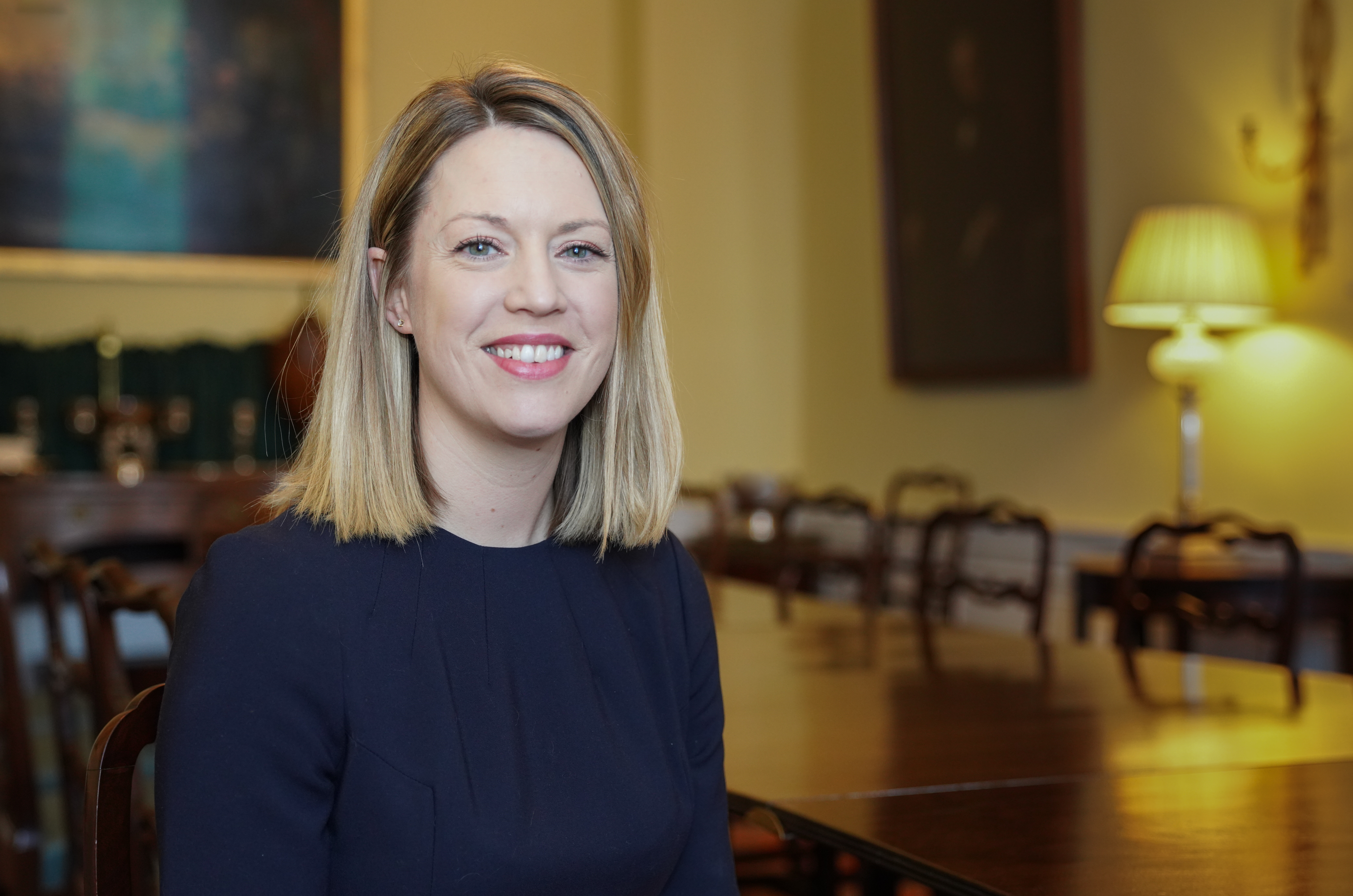
Jenny Gilruth (2020)

Im Jahr 2007 trat Jenny Gilruth der Scottish National Party bei. Sie war sowohl Mitglied des Studentenorganisation der Partei als auch Mitglied von der Jugendorganisation Young Scots for Independence. Zudem arbeitete sie für die beiden Mitglieder des Schottischen Parlaments, Tricia Marwick und Kenny MacAskill, in deren Wahlkampfbüros.
Am 1. April 2016 wurde Jenny Gilruth von der Scottish National Party offiziell als Kandidatin für den Wahlkreis Mid Fife and Glenrothes bei der Parlamentswahl in Schottland 2016 nominiert. Sie trat dabei die Nachfolge von Tricia Marwick an, welche zwischen 2007 und 2016 für den Wahlkreis Mid Fife and Glenrothes im Schottischen Parlament saß. Bei der Wahl am 5. März 2016 erhielt sie 15.555 Stimmen, also 54,9 Prozent der Stimmen, und sicherte sich damit den Sitz im Schottischen Parlament. Sie hatte dabei 8.276 Stimmen mehr als der zweitplatzierte Kandidat von der Scottish Labour Party. Daneben stellten sich im Wahlkreis von Jenny Gilruth jeweils noch ein Kandidat der Scottish Conservative Party und der Scottish Liberal Democrats zur Wahl.
Im Schottischen Parlament war Jenny Gilruth Mitglied in mehreren Ausschüssen, wie zum Beispiel den „Education and Skills Committee“, den „Justice Committee“ und den „Social Security Committee“. In Folge des Rücktritts von Derek Mackay wurde Jenny Gilruth als „Junior Minister“ Teil der Schottische Regierung von Nicola Sturgeon. Von Ben Macpherson, welcher zum Minister für Finanzen und Migration ernannt wurde, übernahm sie den Posten der Ministerin für Europa und internationale Entwicklung. Daraufhin legte sie am 19. Februar 2020 alle ihre aktiven Mitgliedschaften in Ausschüssen nieder.
Am 1. April 2021 wurde bestätigt, dass Jenny Gillruth bei der Parlamentswahl in Schottland 2021 erneut im Wahlkreis Mid Fife and Glenrothes für die Scottish National Party für den Sitz im schottischen Parlament kandidiert.